# くじら座アルファ星
くじら座α星は、太陽系から見てくじら座の方向約249光年の距離にある赤色巨星で3等星。

## 物理的特徴
MK分類ではM1.5IIIaに分類される赤色巨星で、誕生時は太陽の約3倍の質量があったと推測されている。中心核での水素核融合を終えて主系列を離れたのち、中心核のヘリウムも使い果たした漸近巨星分枝の段階に進んでいると考えられている。将来は、外層を放出して惑星状星雲を形成した後に白色矮星になると予想されている。
ミラと色が似ているため（ともに赤い星）、ミラが極大付近になった時は比較星として使われる。

## 名称
学名はα Ceti（略称はα Cet）。固有名のメンカル (Menkar) は、アラビア語で「鼻の孔」を意味する al-minkhar を由来とする。元々は、アルマゲストのアラビア語版でくじら座λ星の名前として使われていたものが、中世にラテン語訳された際に誤ってα星の名前とされたものと考えられている。2016年6月30日に国際天文学連合の恒星の命名に関するワーキンググループ (Working Group on Star Names, WGSN) は、Menkar をくじら座α星の固有名として正式に承認した。